# KRTAP12-4
KRTAP12-4 (англ. Keratin associated protein 12-4) – білок, який кодується однойменним геном, розташованим у людей на довгому плечі 21-ї хромосоми. Довжина поліпептидного ланцюга білка становить 112 амінокислот, а молекулярна маса — 11 433.
| 10         |  | 20         |  | 30         |  | 40         |  | 50         |
| ---------- |  | ---------- |  | ---------- |  | ---------- |  | ---------- |
| MCHTSHSSGC |  | PMACPGSPCC |  | VPSTCYPPEG |  | YGTSCCCSAP |  | CVALLCRPLC |
| GVSTCCQPAC |  | CVPSPCQVAC |  | CVPVSCKPVL |  | CVASFCPTSG |  | CCQPFCPTLV |
| YRPVTWSTPT |  | GC         |  |            |  |            |  |            |

A: Аланін

C: Цистеїн

E: Глутамінова кислота

F: Фенілаланін

G: Гліцин

H: Гістидин

K: Лізин

L: Лейцин

M: Метіонін

P: Пролін

Q: Глутамін

R: Аргінін

S: Серин

T: Треонін

V: Валін

W: Триптофан